# Genius loci v Kostelní Myslové
Genius loci v Kostelní Myslové je expozice v Kostelní Myslové, je umístěna v budově fary v čp. 36. Založena byla v roce 2012 v rámci projektu Regionem Renesance. Dům, ve kterém se expozice nachází je nejstarším domem v obci, měl být postaven v roce 1785, dům je postaven v barokním stylu a je chráněn jako kulturní památka. Fara byla rekonstruována od roku 2003 primárně pod vedením faráře Karla Satoria, kdy ten dům nechal rekonstruovat a posléze z něj vytvořil dům s chráněným bydlením pro osoby, tj. azyl pro lidi, kteří se ocitli na složité životní křižovatce.

## Expozice
Expozice byla založena v roce 2012, od roku 2005 však v obcí působí sdružení ISSIMA, to působí jako společnost pro materiální obnovu svého okolí. Expozice je zaměřena na obnovu duše a meditativní zastavení, nicméně v expozici jsou představeny i exponáty z historie obce. Expozice ukazuje genia loci místa.